# Interestatal 80 (Illinois)
La Interestatal 80 (abreviada I-80) es una autopista interestatal ubicada en el estado de Illinois. La autopista inicia en el oeste desde la I 80  en East Moline hacia el este en la I 80  , I 94 , US 6  en Lansing. La autopista tiene una longitud de 263,2 km (163.52 mi).

## Mantenimiento
Al igual que las carreteras estatales, las carreteras federales, la Interestatal 80 es administrada y mantenida por el Departamento de Transporte de Illinois por sus siglas en inglés IDOT.

## Cruces
La Interestatal 80 es atravesada principalmente por la  I 74  I 280  I 180  I 55 .